# 松平君山

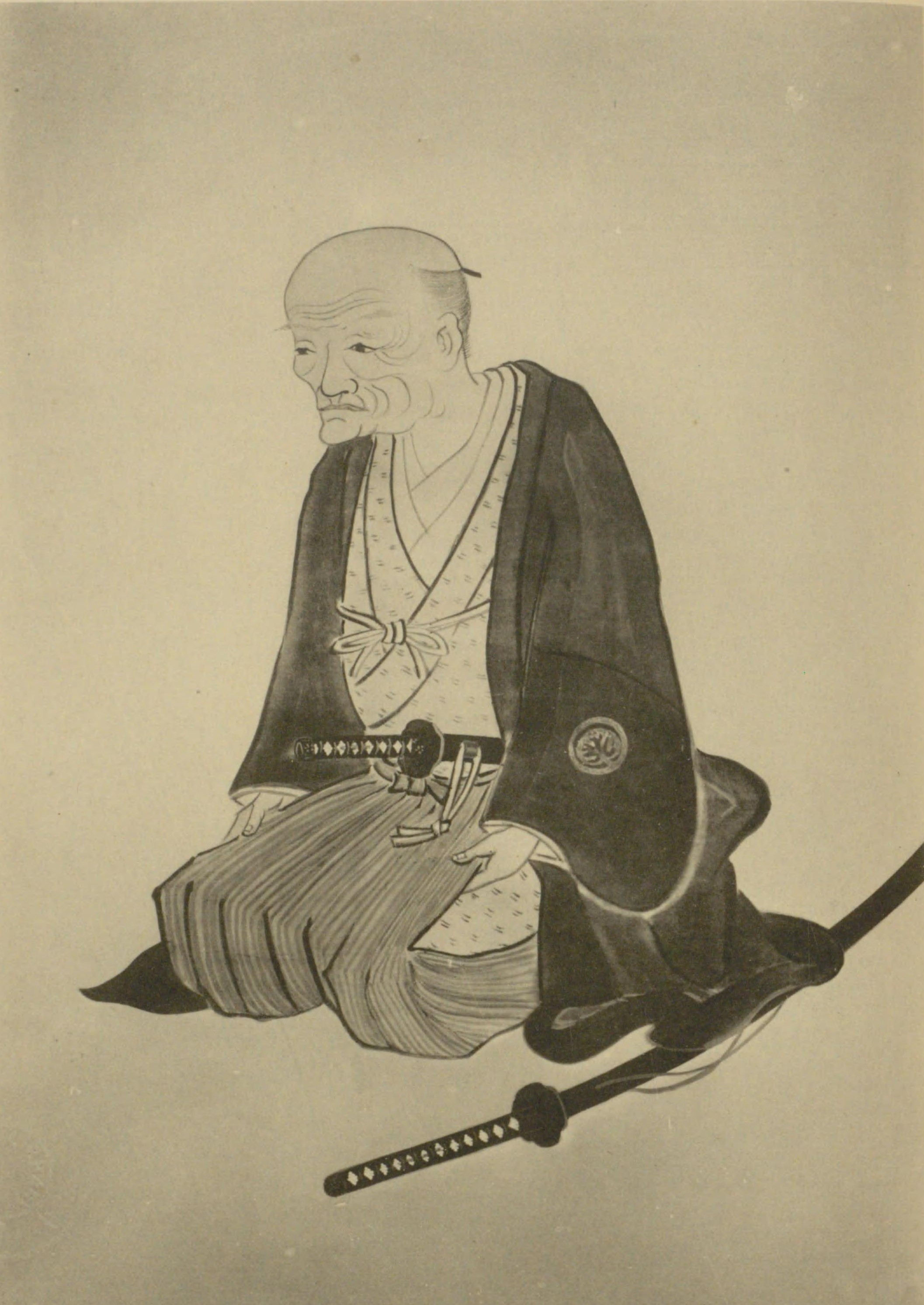
藤浪剛一『医家先哲肖像集』より松平君山

松平 君山（まつだいら くんざん、元禄10年3月27日（1697年5月17日） - 天明3年4月18日（1783年5月18日））は、江戸時代中期の尾張藩士・儒学者（古註学派）・地理学者。諱は秀雲。字は士竜、幼名は弥之助・太郎助、通称は太郎右衛門（太郎左衛門?）。号は君山の他に竜吟子・富春山人・吏隠亭・群芳洞・盍簪窩主人。尾張藩士千村秀信の四男、母は堀忘斎の三女。松平久忠の娘・阿艶を正室としてその婿養子となった。

## 生涯
名古屋にて生まれる。儒学者として知られる堀杏庵の孫である母の影響で学問に励んだ。宝永6年（1709年）、その才能を見込んだ松平久忠に請われてその婿養子となる。ただし、8歳年下の妻・阿艶は当時まだ5歳であったことから、正式に縁組が承認されたのはその3年後の正徳2年（1712年）のことであった。享保2年（1717年）に藩主徳川継友に拝謁を許され、同9年(1724年)に養父の死に伴って、遺領300石の内250石を相続して馬廻組に属した。
独学で博覧強記、17歳頃から漢詩を作り、諸子百家から野史稗説に至るまで各種の蔵書を集めて、後に宝暦6年（1756年）になって吏隠亭という書庫を作り、蔵書1200部余り、3700冊近くに及んだ（ただし、母方の堀家からの借用500冊を含む）。寛保2年（1742年）に著した『年中行事故実考』などが評価され、同3年（1743年）に藩の書物奉行に任じられて以後38年にわたって同職にあった。延享3年（1746年）に藩命で外祖父忘斎が編纂していた『朝林』を補遺・献上し、翌年には同じく忘斎が編纂していた尾張藩士の系譜をきした『士林泝洄』を補遺・献上し、私撰地誌『岐阜志略』を著した。宝暦元年（1752年）には巾下学問所の講師を兼ね、同2年（1753年）には藩主徳川宗勝の命で千村伯済とともに編纂していた官撰地誌『張州府志』30を修撰してその功によって50石を加増された。更に同6年（1756年）には『濃陽志略』、同7年（1757年）には『吉蘇志略』を執筆する。続いて、領内の河川巡検の成果をまとめた『巡河日課』・『河渠図』を作成した。明和7年（1770年）には漢詩集『幣帚集』を刊行、安永5年（1776年）には『本草正譌』を著して尾張藩における本草学の先鞭をつけた。更に寛延元年（1748年）と明和元年（1764年）の2度の朝鮮通信使の名古屋滞在の際には子の霍山・孫の南山とともに宿舎であった城下の性高院にて会見を行っている。
安永6年（1777年）に正室・阿艶が死去、同8年（1779年）には書物奉行としての最大の功績であった『馬場御文庫御蔵書目録』を完成させている。これを機に翌天明元年（1781年）には隠居を行うが、長年父親を公私にわたり補佐してきた嫡男の霍山も病弱を理由に同時に隠居したために孫の南山が家督を継いだ。2年後に死去した。
生涯に前述の書の他に儒学の注釈書などその著作は62種が伝えられ、この他にも他人のための詩や序文・跋文が多く伝わる。特に吉見幸和・横井也有・太田東作らと親しく、岡田新川ら多くの門人を育てて。その門流は「君山学派」とも称された。蔵書は天保年間に藩に献上されて後世に伝えられた。

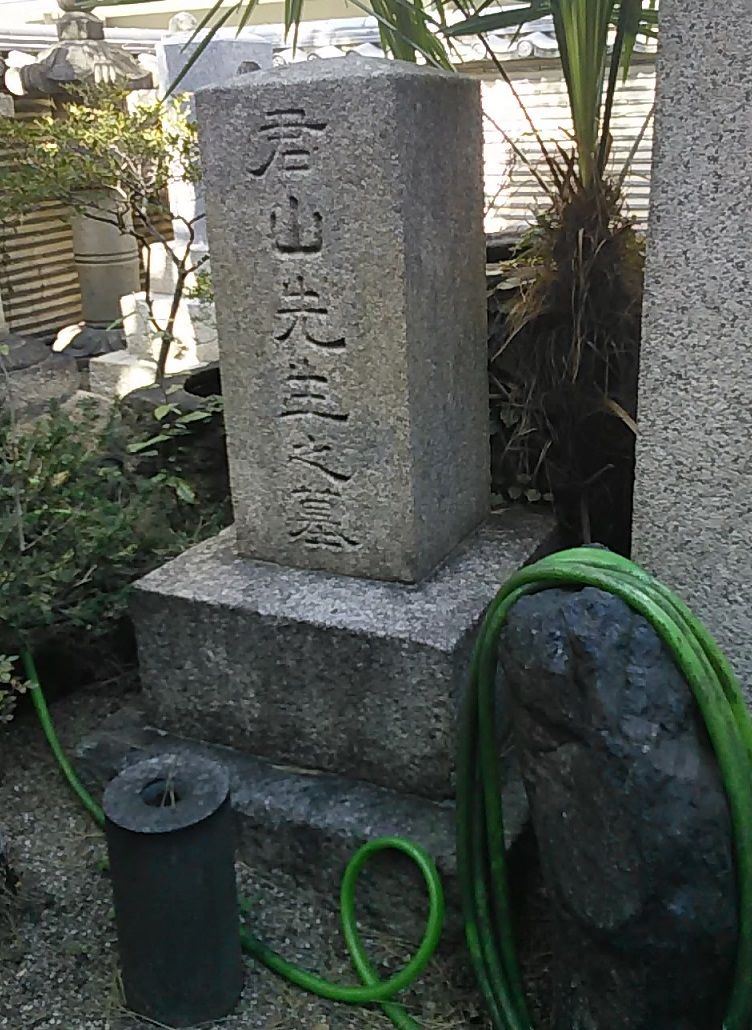
松平君山の墓(名古屋市性高院)

墓は性高院にあるが、後に同寺が名古屋市千種区に移転されたことにより、墓地の移転・改葬が行われている。

## 著書
『本草正譌 全12巻』風月堂（風月荘左衛門）、橘枝堂（野田藤八）、風月孫助、安永5年（1858年）。
- 『本草正譌 12巻（1）』。
- 『本草正譌 12巻（2）』。
- 『本草正譌 12巻（3）』。
- 『本草正譌 12巻（4）』。
- 『本草正譌 12巻（5）』。
- 『本草正譌 12巻（6）』。